# Szkielet serca
Szkielet serca – ścięgniste struktury zlokalizowane dookoła naturalnych otworów serca, tak zwanych ujść serca (ujście aorty, pnia płucnego i dwa ujścia przedsionkowo-komorowe), na które składają się:
- 4 pierścienie włókniste (łac. anuli fibrosi) – zlokalizowane dookoła ujść serca,
- 2 trójkąty włókniste (łac. trigona fibrosa) – łączące pierścień włóknisty aorty z pierścieniem włóknistym ujść przedsionkowo-komorowych prawego i lewego,
- część błoniasta przegrody międzykomorowej (łac. pars membranacea septi interventricularis)[1].

Zbudowane są u człowieka z tkanki łącznej włóknistej i przyczepiają się do nich płatki zastawek serca oraz włókna tkanki mięśniowej typu sercowego.